# Попадинець (струмок)
Попадинець — струмок в Україні, у Верховинському районі Івано-Франківської області, лівий доплив Чорного Черемоша (басейн Дунаю).

## Опис
Довжина струмка приблизно 6 км. Формується з багатьох безіменних струмків.

## Розташування
Бере початок на південному заході від гори Лостун. Тече переважно на північний схід і впадає у річку Чорний Черемош, ліву притоку Черемоша.